# HD 41467
HD 41467，又名BD+41 1357，SAO 40868、HR 2147，是一颗恒星，视星等为6.12，位于銀經170.92，銀緯10.24，其B1900.0坐标为赤經6h 0m 19.7s，赤緯+41° 10.24′ 51″。